# Улица Константина Иванова
У́лица Константи́на Ивано́ва (чув. Константин Иванов урамĕ) — улица в исторической части города Чебоксары. Одна из старейших улиц в городе, достопримечательность Чебоксар.
Проходит от Чебоксарского залива (от «Дороги к храму») до Московского проспекта. Нумерация домов ведётся от дамбы «Дороги к храму».

## Происхождение названия
До революции улица называлась Соборной. Это было связано с тем, что на улице располагалось сразу несколько храмов, в том числе и главный храм Чебоксар — Введенский собор.
Улица была одной из главных в городе, по ней в разное время проходила дорога ссыльных и каторжников, декабристов и революционеров. На улице побывали императрица Екатерина II, поэт Г. Р. Державин и другие исторические личности.

В 1918 году Соборную переименовали в Большую Советскую, затем в 1926 году — в Чувашскую, и только в 1952 году (решение было принято в мае 1950 года) улица получила своё современное наименование. Названа была в честь чувашского поэта, классика чувашской литературы — Константина Иванова.

## История
На историческом холме, откуда сейчас берёт начало улица Константина Иванова, в стародавние времена располагался деревянный Чебоксарский кремль. В 1566 году неподалёку от кремля был основан Троицкий монастырь, построено несколько церквей. В комплекс монастыря входили Троицкий собор, церковь Толгской Божией Матери, надвратная церковь Федора Стратилата, шатровая колокольня с башенными часами и монастырские стены с башнями.
Чебоксары в то время, как и другие города-крепости Русского государства, выполняли военно-стратегическую функцию. Отсюда нередко снаряжались военные отряды, выступавшие против набегов кочевников. Естественно город нуждался в надёжном сообщении с Москвой. В XVII веке дорога до Нижнего Новгорода была проложена. Так зародилась улица, которая позднее стала называться Соборной.
Вплоть до XVIII века улица, как и весь посад, застраивалась хаотично. Плановая застройка имелась лишь на территории кремля. В связи с тем, что крепость была деревянной, в ней часто случались пожары. После пожара 1704 года её уже не восстанавливали. Пожар 1773 года уничтожил весь посад целиком.
По плану Императрицы Екатерины II, утвержденному ей собственноручно в середине XVIII века, Чебоксарам полагалось застраиваться преимущественно каменными домами. Соборная стала в то время одной из главных и наиболее застраиваемых улиц, так как вела в направлении Москвы.
В окрестностях улицы располагалось 13 каменных церквей, 4 монастыря и ратуша.
Жемчужиной каменного зодчества, сохранившейся до наших дней, является кафедральный собор Введения во храм Богородицы (дом № 21) — старейшее каменное сооружение Чебоксар, памятник истории и культуры построенный в 1659 году.

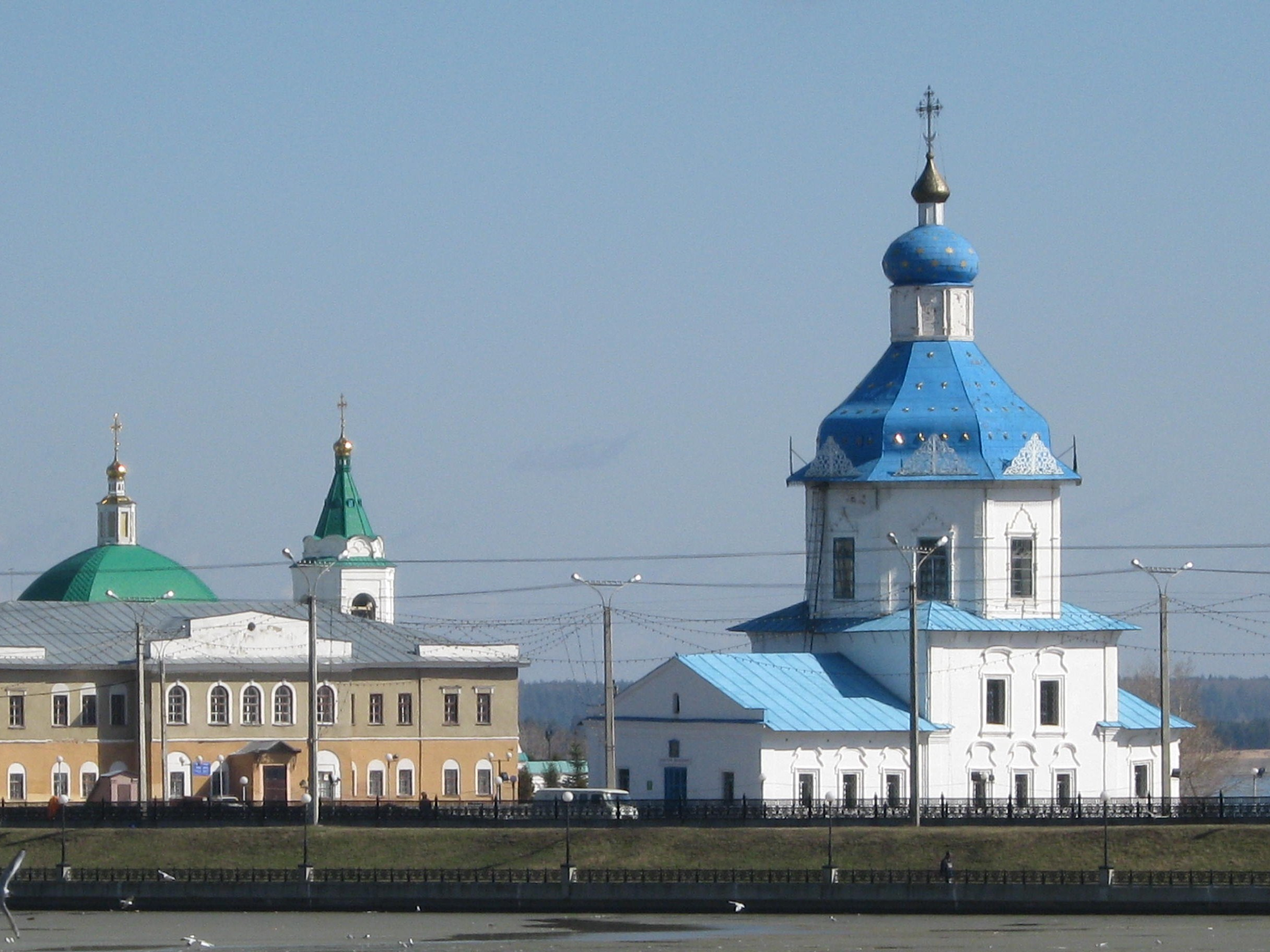
Художественное училище и церковь Успения Пресвятой Богородицы

Ещё одна церковь, Успения Пресвятой Богородицы (памятник русского провинциального зодчества XVIII в.) (дом № 1В) находится в самом начале улицы и примыкает к так называемой «Дороге к Храму». Церковь расположилась на искусственном острове, соединенном с набережной «горбатым» мостиком с чугунными декоративными решетками. В прошлом церковь по своим размерам значительно превосходила остальные храмы города. Она была двухэтажной, трехпрестольной, с востока примыкала двухэтажная трехчастная апсида, а с запада — трапезная и колокольня. В 1934 году, были снесены колокольня с часовней, а также купол церкви. В советское время здесь размещался краеведческий музей, в 1993 году её вернули Чебоксарско-Чувашской епархии. Сейчас церковь вновь открыта для верующих.
Интересна история и Свято-Троицкого мужского монастыря (дом № 1А) — памятника истории и культуры федерального значения, образца архитектурного комплекса эпохи барокко. Обитель была основана в 1566 году по грамоте, данной Иваном Грозным. В XVIII веке деревянные строения монастыря заменили каменными. 25 мая 1767 года, во время своего недолгого пребывания в городе, монастырь посещала Императрица Екатерина II.
Останавливалась императрица в доме надворного советника Соловцова (дом № 1Б), который считался одним из лучших в Чебоксарах. Дом примыкает к стенам Троицкого монастыря с южной стороны. Здание в основном сохранило свою первоначальную планировку и сводчатые перекрытия. На главном фасаде расположен сильно выдвинутый вперед ризалит, который является центром композиции объёма здания. Сегодня в двухэтажном здании с метровыми кирпичными стенами размещается художественное училище. Ещё в дореволюционное время здесь действовало народное училище. Затем его преобразовали в школу второй ступени, в которой учились многие известные люди города и республики, среди них будущий генерал-полковник, Герой Советского Союза А. Н. Боголюбов. В его честь ныне названа одна из улиц города.

Особняк Фёдора Ефремова — отдел русского искусства Чувашского государственного художественного музея

Из более поздних построек можно выделить особняк Фёдора Ефремова — младшего сына знаменитого купца П. Е. Ефремова, построенный в 1911 году на Соборной улице (ныне улица Константина Иванова, дом № 4). После революции в нём размещались Совет Народных Комиссаров и ЦИК Чувашской АССР, позднее — Республиканская библиотека им. М. Горького, а с 1976 года — Чувашский государственный художественный музей. Сейчас здесь находится отдел русского искусства Чувашского государственного художественного музея.
Особняк ныне украшает старую часть Чебоксар, а в начале XX века он был самым изысканным в городе. Его архитектура весьма оригинальна. Фасады здания прорезаны разнообразными по величине окнами полуциркулярных и прямоугольных очертаний. Пластика фасадов обогащена выступающими в виде ризалитов частями и примыкающими объёмами. Парапет с коваными элементами и художественно оформленными аттиками (один из них с флюгером) завершает джамал здания. В интерьерах сохранилась лепнина, плафонная живопись, паркет, декоративное чугунное литье главной лестницы и изразцовые камины. Хозяин особняка заасфальтировал тротуар возле дома с вкраплениями цветного мрамора. Покрытие оказалось настолько прочным, что служило даже в послевоенные годы XX века.
В 1918 году, Соборную улицу переименовали в Большую Советскую, затем — в Чувашскую.
В ранний советский период на Большой Советской размещались первый совнархоз, ЦИК и СНК Чувашии, первая городская поликлиника и больница, тюрьма.
7 декабря 1933 года в здании кинотеатра «Родина» (дом № 9), на съезде ударников-дорожников Чувашской АССР выступал с речью венгерский писатель-коммунист Мате Залка. Об этом факте сегодня напоминает мемориальная доска, размещённая на здании кинотеатра.
В 30-е и 40-е годы на улице были построены: кинотеатр «Родина», кирпичный завод, Дом водосвета, после войны — пивоваренный завод, разбит сквер, названный именем Константина Иванова.

## Здания и сооружения

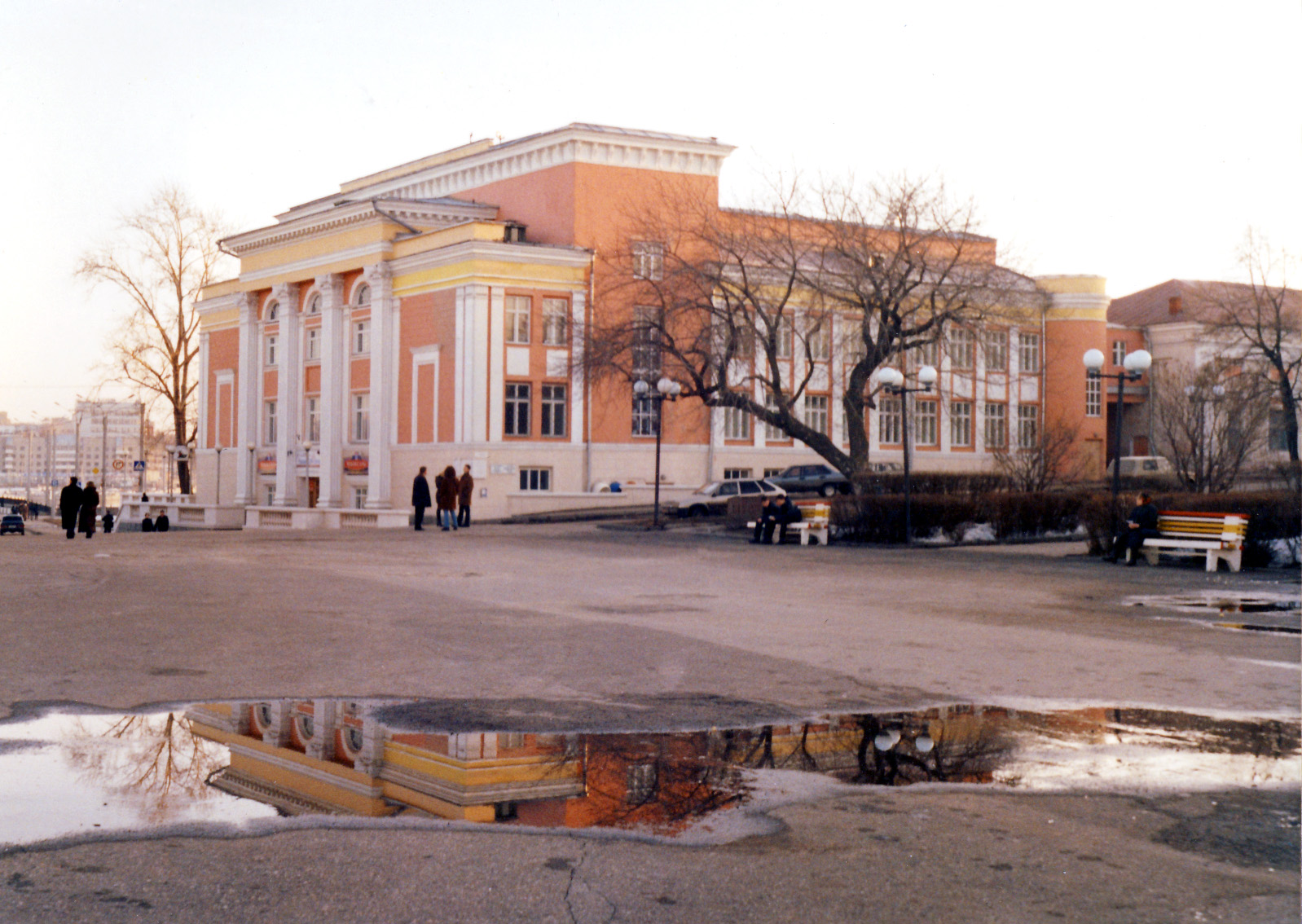
Дом № 9 — здание бывшего кинотеатра «Родина»

- № 1А,  памятник архитектуры (федеральный) — комплекс зданий и сооружений Свято-Троицкого мужского монастыря (17 в., 17-18 вв.)[5].
- № 1Б (Союзная ул., 23),  памятник архитектуры (федеральный) — Художественное училище, бывший Дом надворного советника Соловцова (1-я пол. 18 в.)[6].
- № 1В,  памятник архитектуры (региональный) — церковь Успения Пресвятой Богородицы (1763)[7].
- № 2 (ул. Бондарева, 15),  памятник архитектуры (региональный) — жилой дом (Дом ЦИК)[8] (1938)[9].
- № 4 — отдел русского и зарубежного искусства Чувашского государственного художественного музея, бывший особняк купца Фёдора Прокопьевича Ефремова (1911).
- № 5,  памятник архитектуры (федеральный) —здание Чебоксарского епархиального православного духовного училища, бывший Дом крестьянина (1928)[10].
- № 9,  памятник архитектуры (региональный) — выставочный зал «ЧУВАШИЯ-ЭКСПО», бывший кинотеатр «Родина» (1933)[11].
- № 14,  памятник архитектуры (региональный) — здание Первой Чебоксарской городской больницы им. П. Н. Осипова (1930)[12].
- № 15 (ул. Бондарева, 13),  памятник архитектуры (региональный) — здание Чебоксарской аптеки № 1 (была создана в 1780 году, в этом здании открыта в 1870 году[13]; здание реконструировано после 1918 года[14] в 1930-е гг.[13])[15][16][17].
- № 19 — Резиденция митрополита (2004).
- № 20,  памятник архитектуры (региональный) — Психотерапевтический центр, бывший жилой дом[18].
- № 21,  памятник архитектуры (федеральный) — ансамбль Введенского собора — старейшего собора Чебоксар (1651)[19].
- № 23 — Чебоксарско-Чувашская епархия.
- № 30 — Кадетская школа имени Героя Советского Союза полковника А. В. Кочетова.
- № 34А — Городская ветеринарная станция.
- № 63,  памятник архитектуры (региональный) — здание Чебоксарского ликёро-водочного завода — одного из старейших предприятий города (было основано в 1899 году как Казённый винный склад № 3)[20].
- № 80А — Завод стройматериалов (бывший кирпичный завод, 1931).

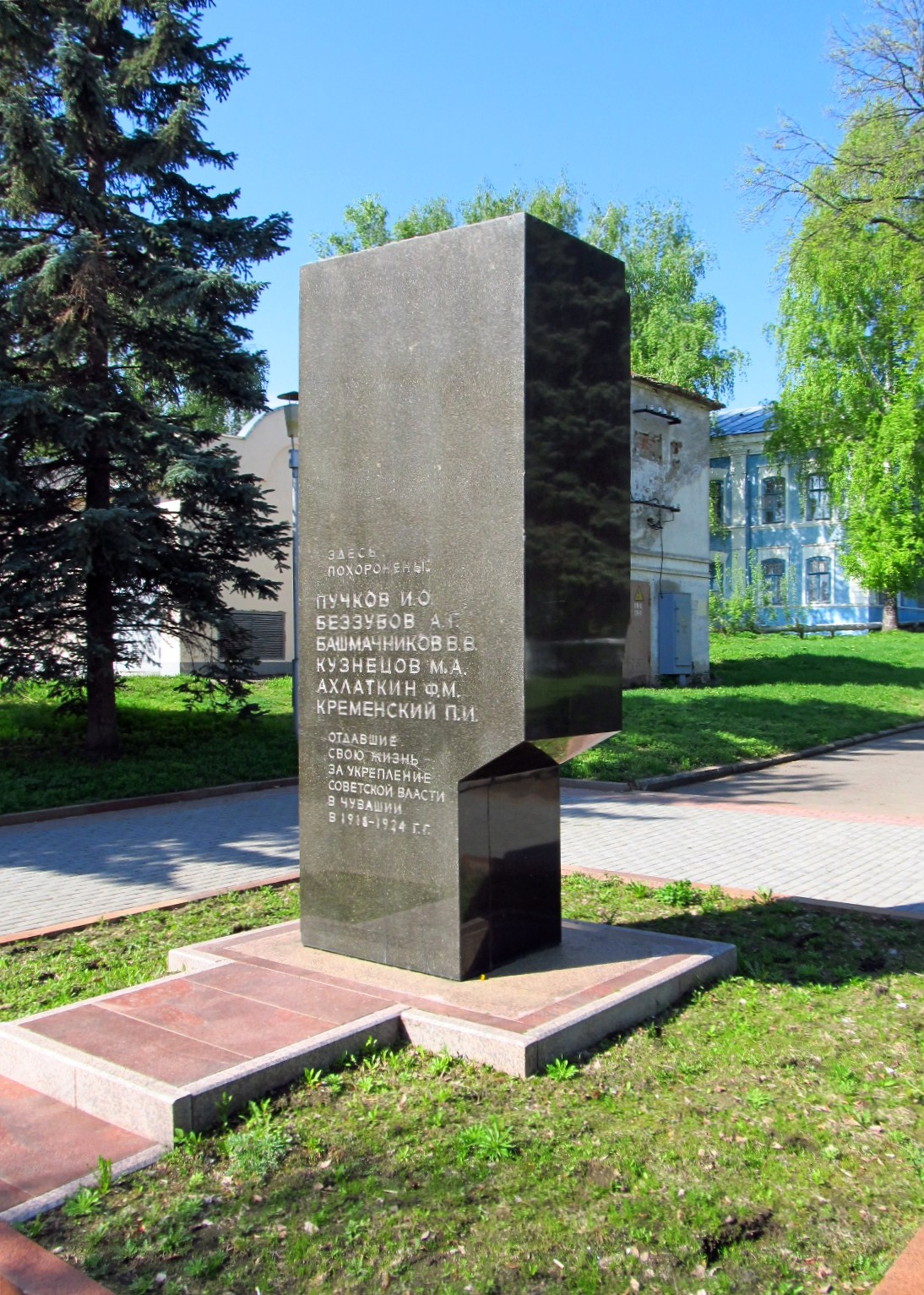
Памятник отдавшим жизнь за советскую власть

- № 91А — Студенческий сквер.

## Памятники
- памятник архитектуры (федеральный) Памятник-бюст Константину Иванову. Установлен в июне 1952 года в сквере им. Константина Иванова. Авторы — скульптор И. Ф. Кудрявцев, архитектор В. И. Ступин[21][22].
- памятник архитектуры (региональный) Памятник отдавшим жизнь за советскую власть. Установлен в начале 1920-х гг. на набережной Волги (сквер Влюблённых). Памятник представляет собой братскую могилу, в которой захоронены борцы за установление и укрепление Советской власти в Чувашии в 1918—1924 годы: Пучков И. О., Беззубов А. Г., Башмачников В. В., Кузнецов М. А., Кременский П. И., Ахлаткин Ф. М.[23][24][25]

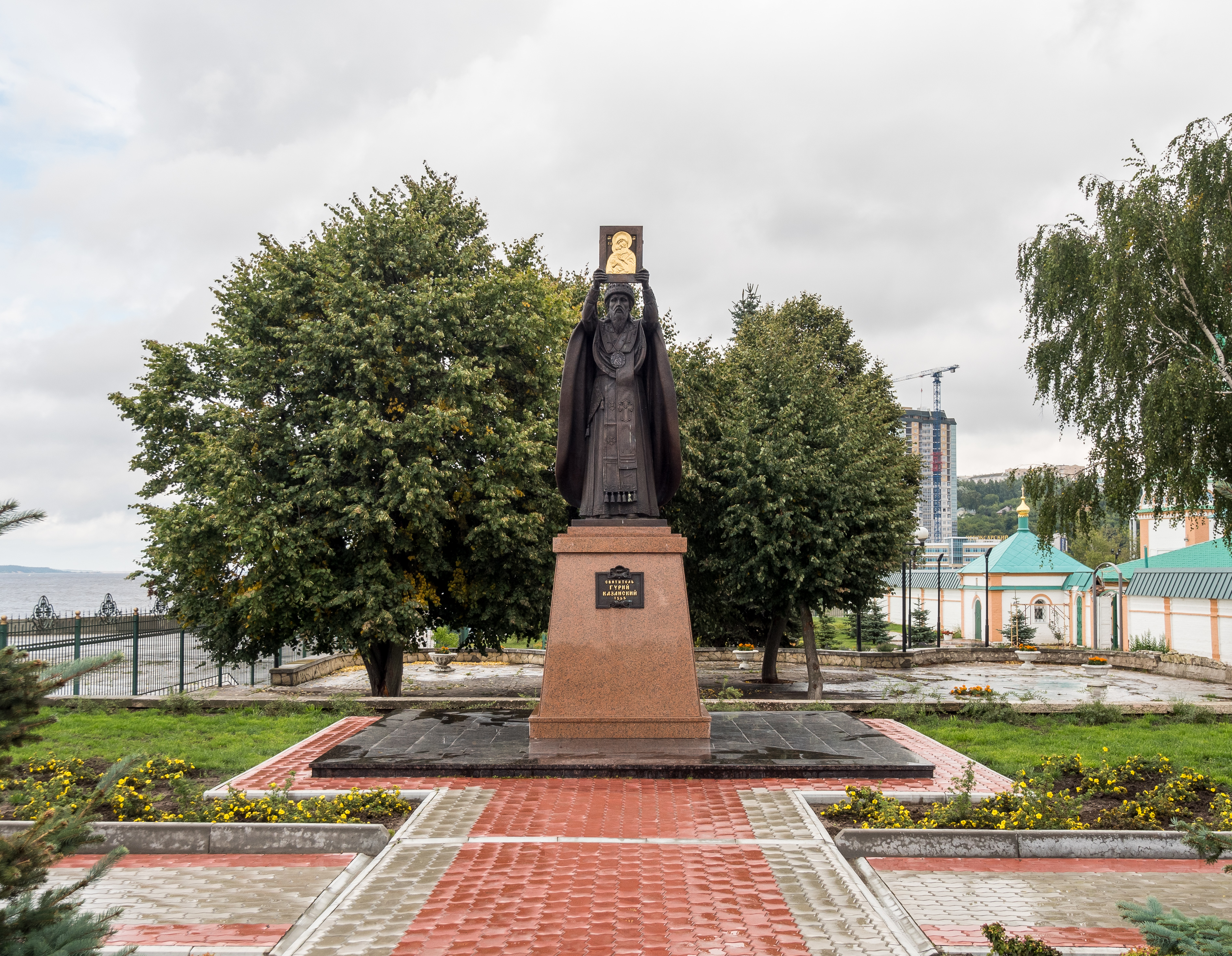
Памятник святителю Гурию Казанскому

- Памятник святителю Гурию КазанскомуПамятник святителю Гурию Казанскому. Установлен в 2015 году рядом с комплексом зданий Свято-Троицкого мужского монастыря с северной стороны[26].

## Транспорт
- Маршрутка: № 7

## Смежные улицы
- Московский проспект
- Красная площадь

## Фотогалерея

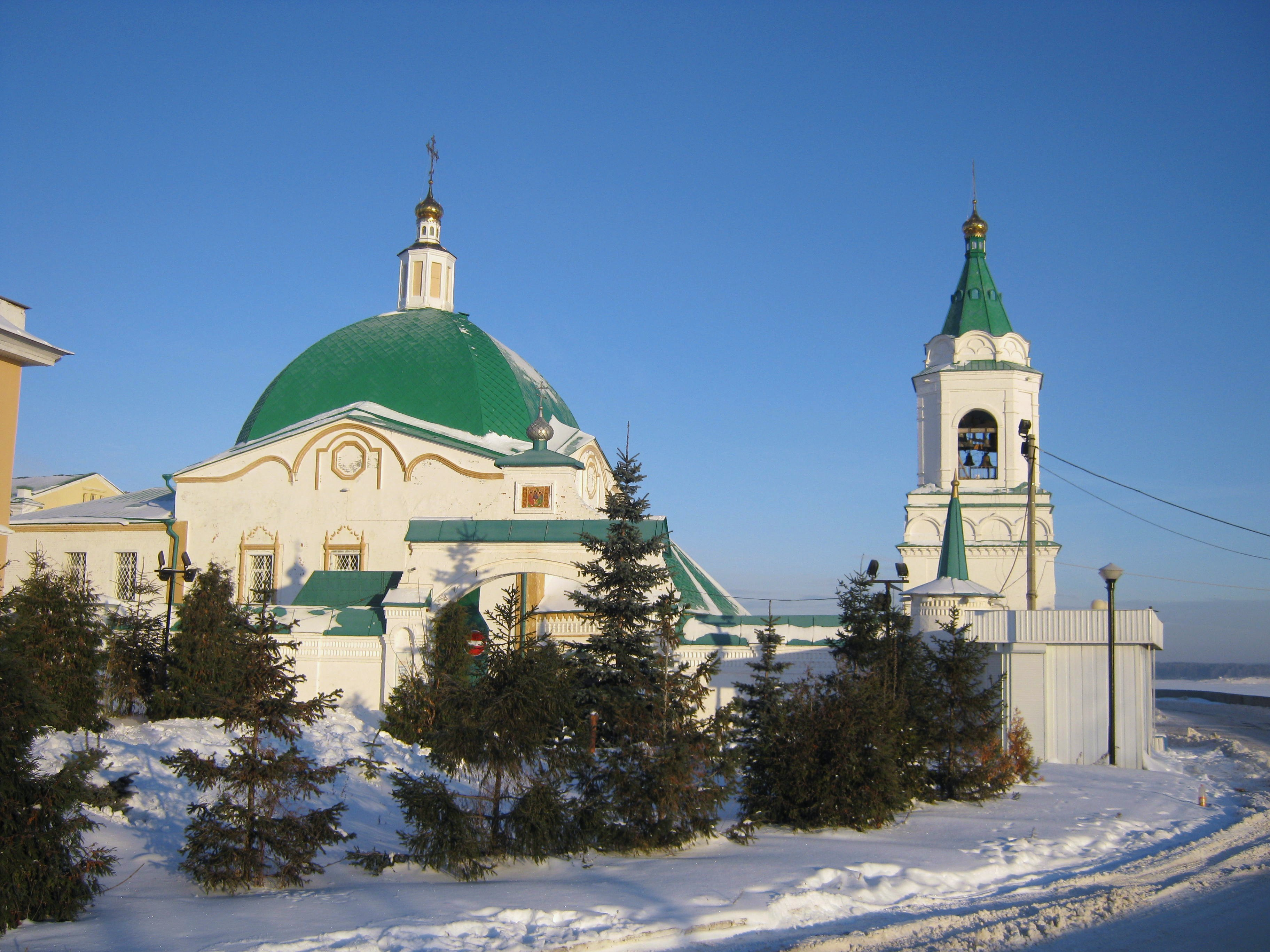
Свято-Троицкий мужской монастырь
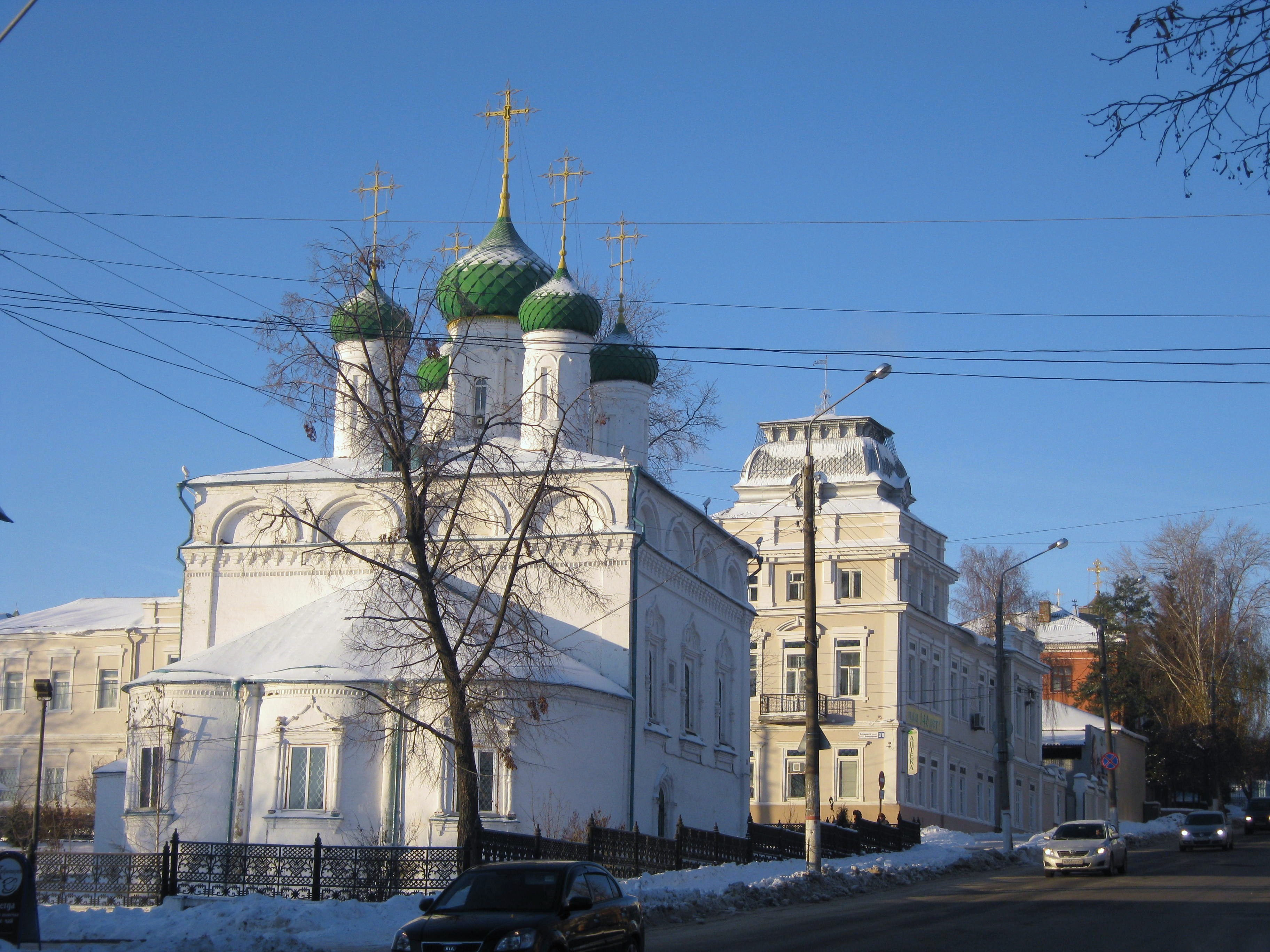
Церковь Михаила Архангела и дом № 13
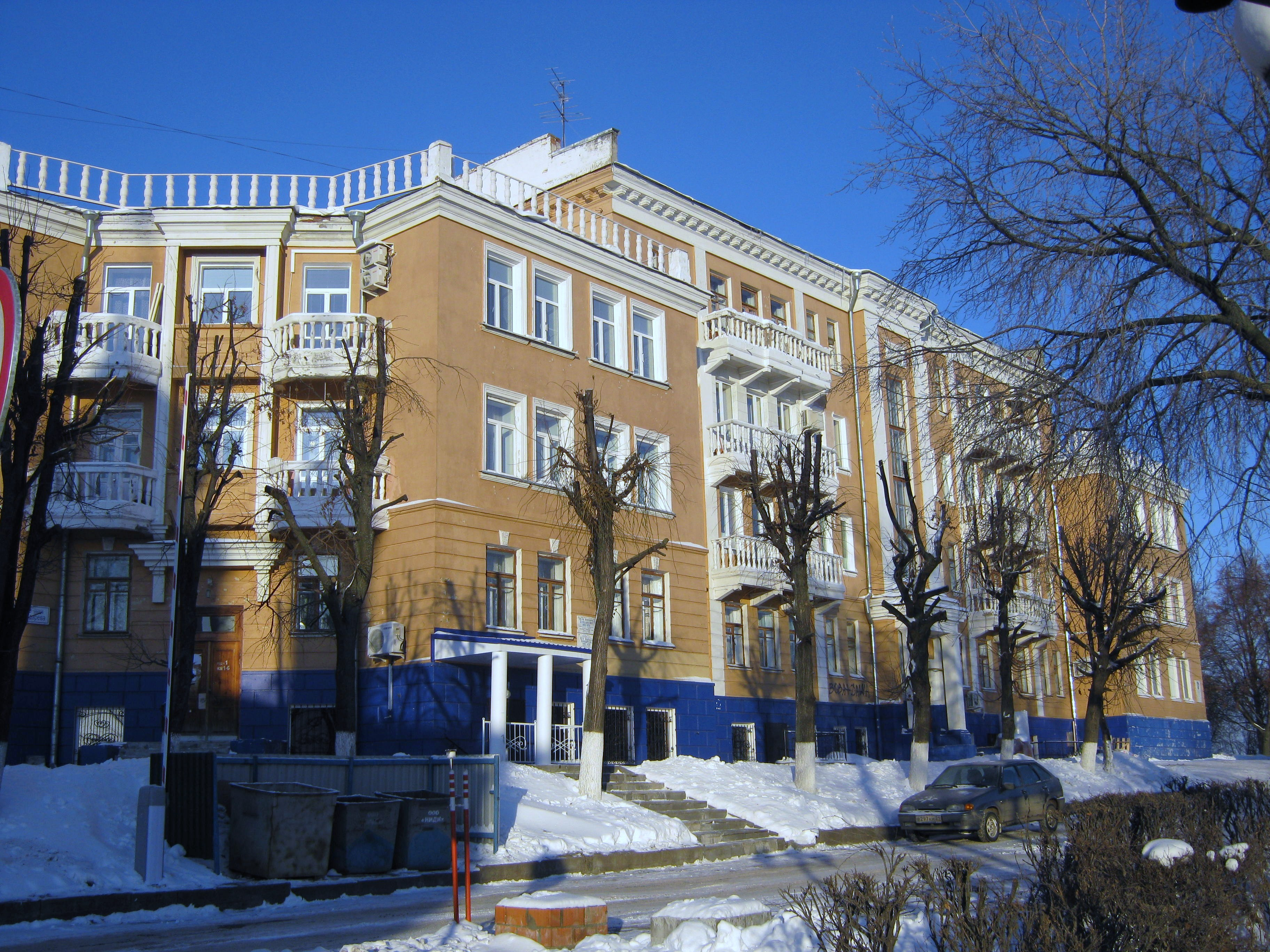
Дом № 2/15
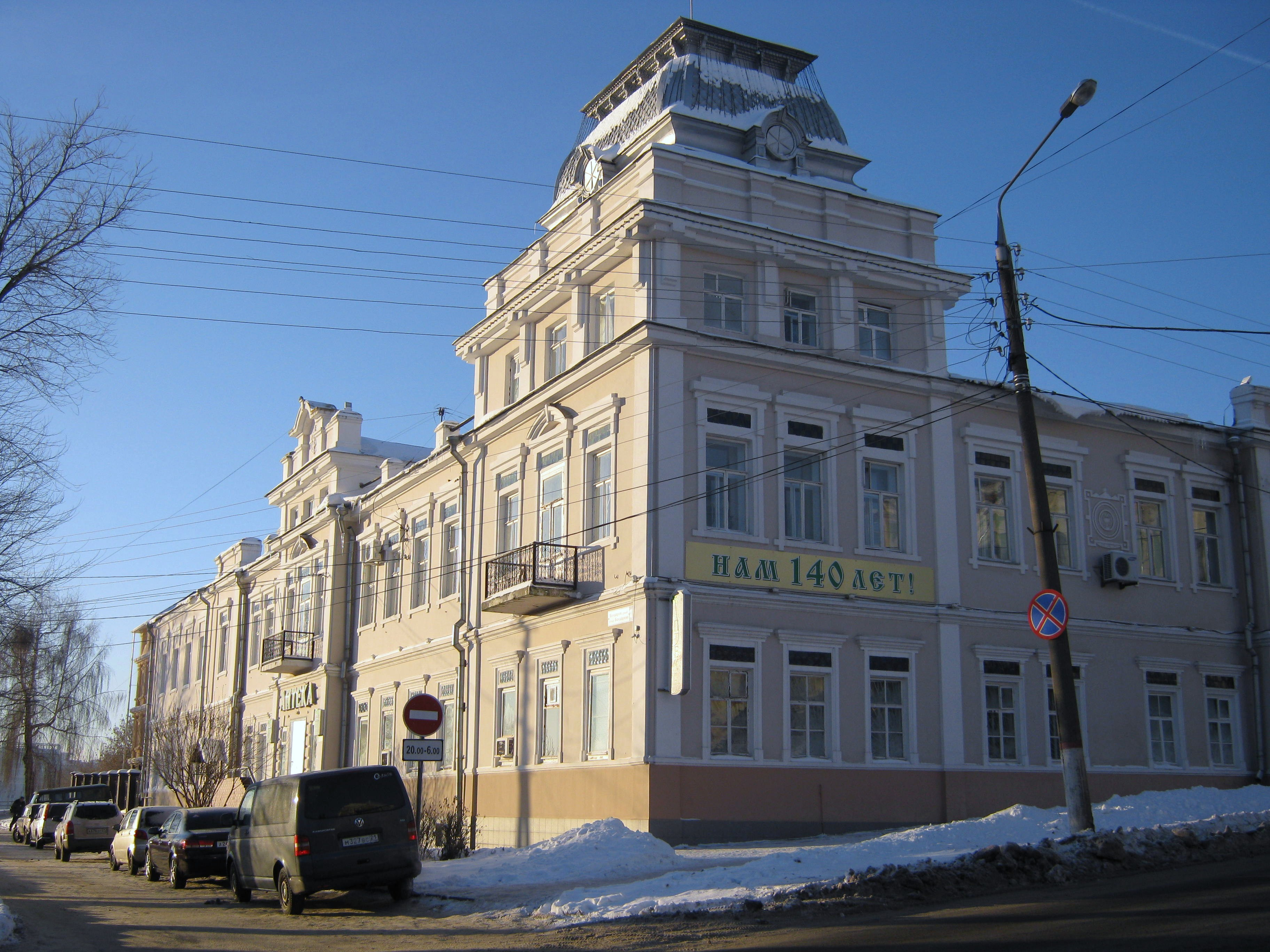
Дом № 13

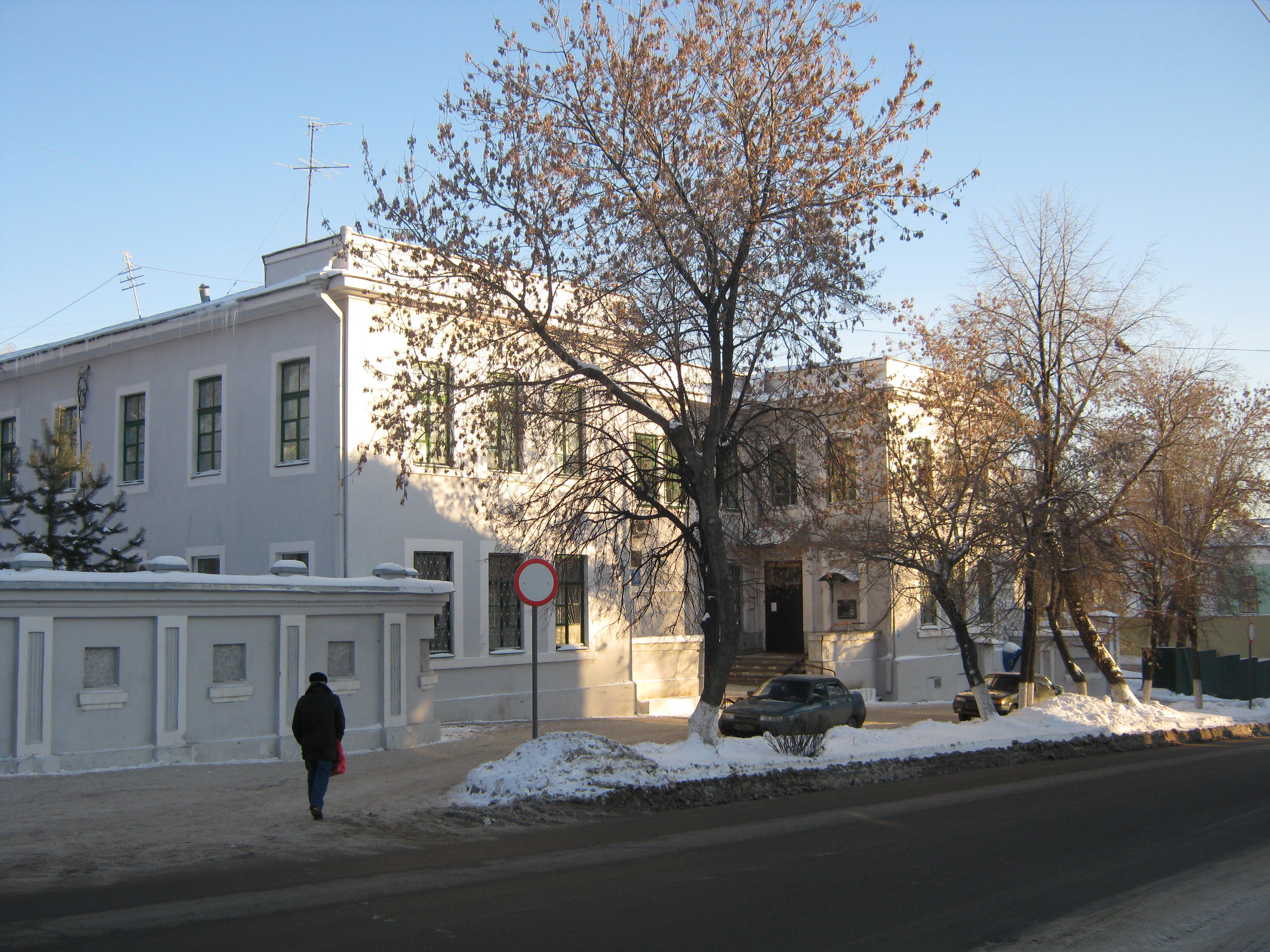
Первая Чебоксарская городская больница имени П. Осипова
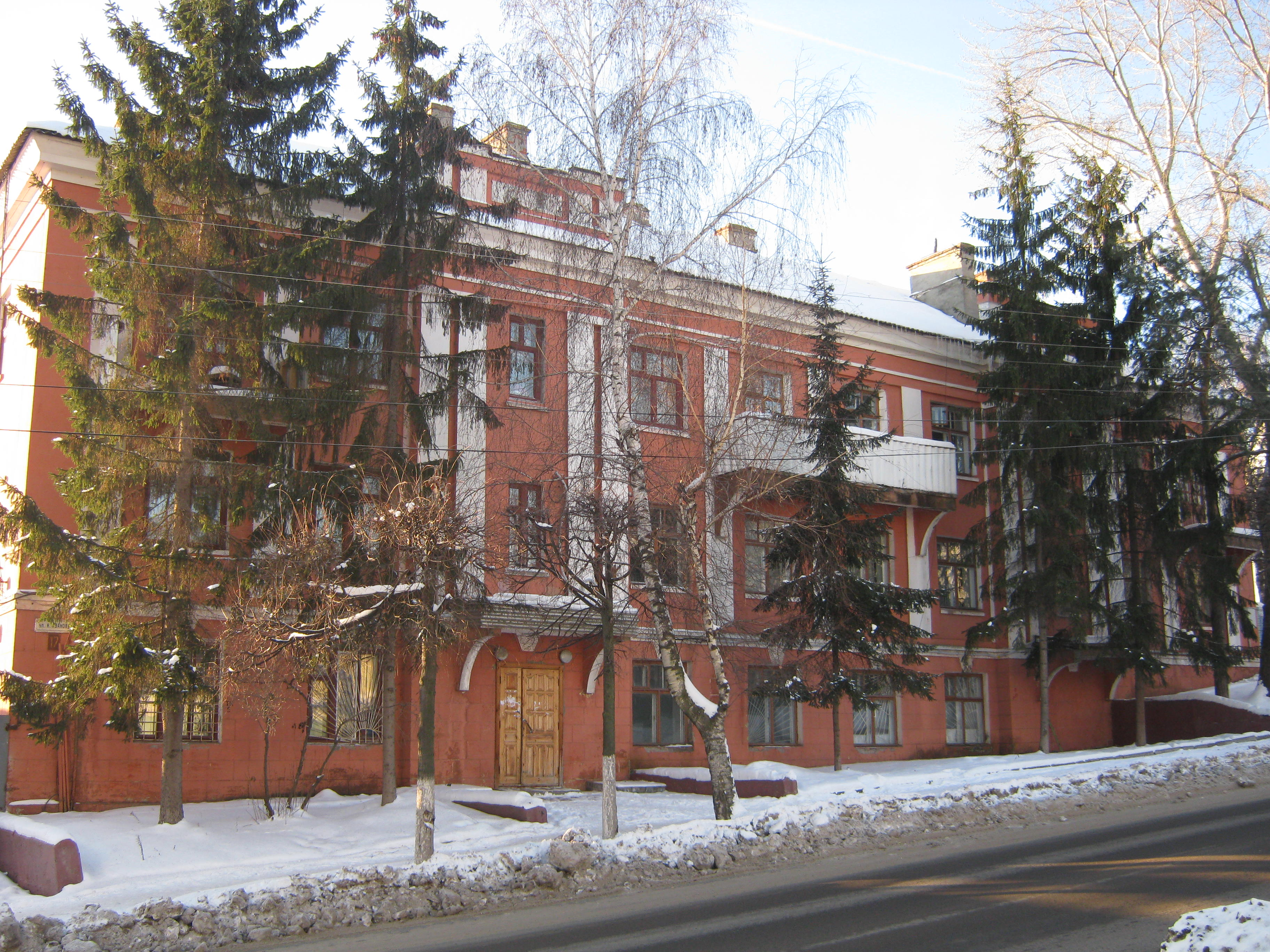
Дом № 17
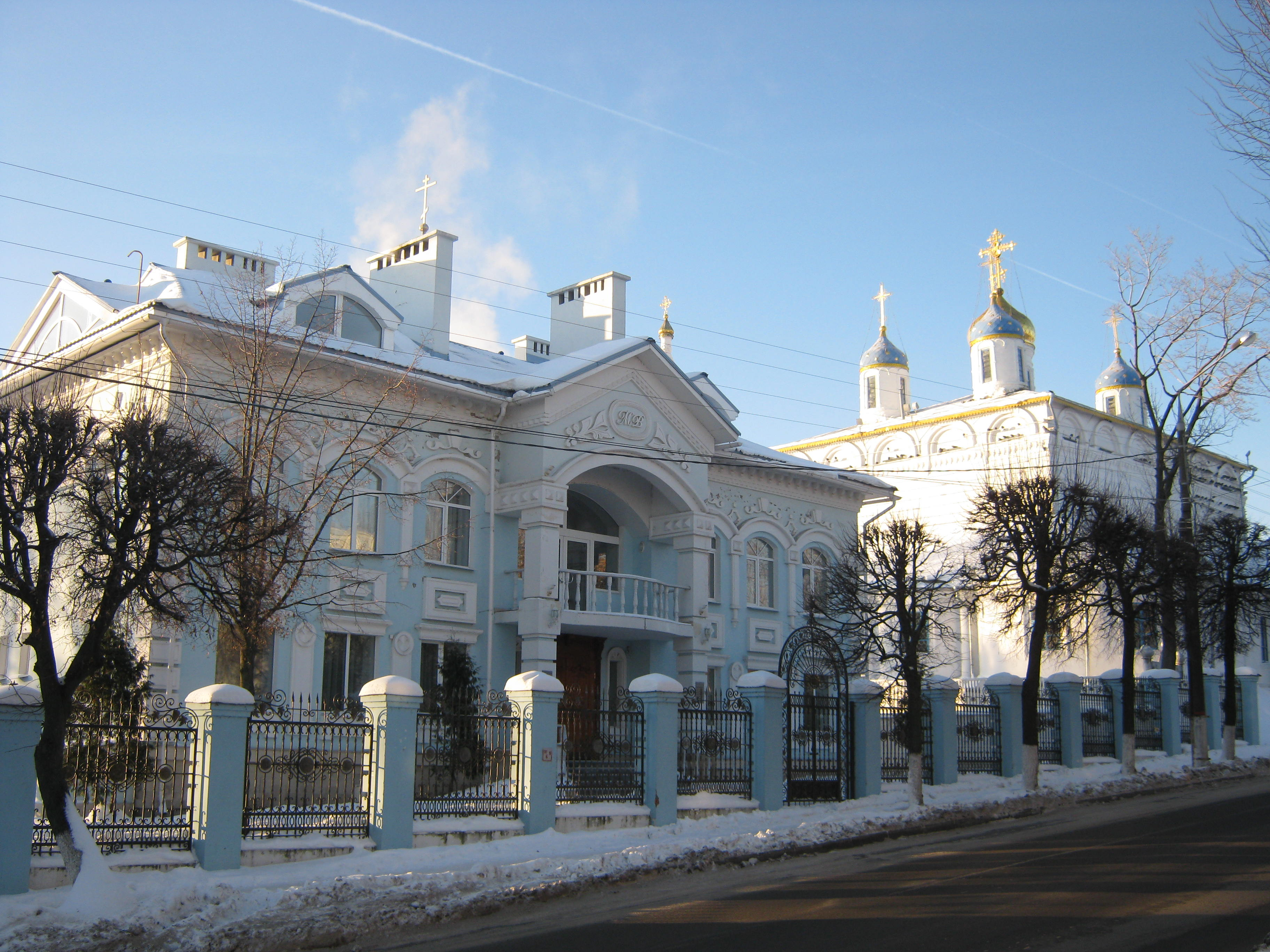
Резиденция митрополита и Введенский собор
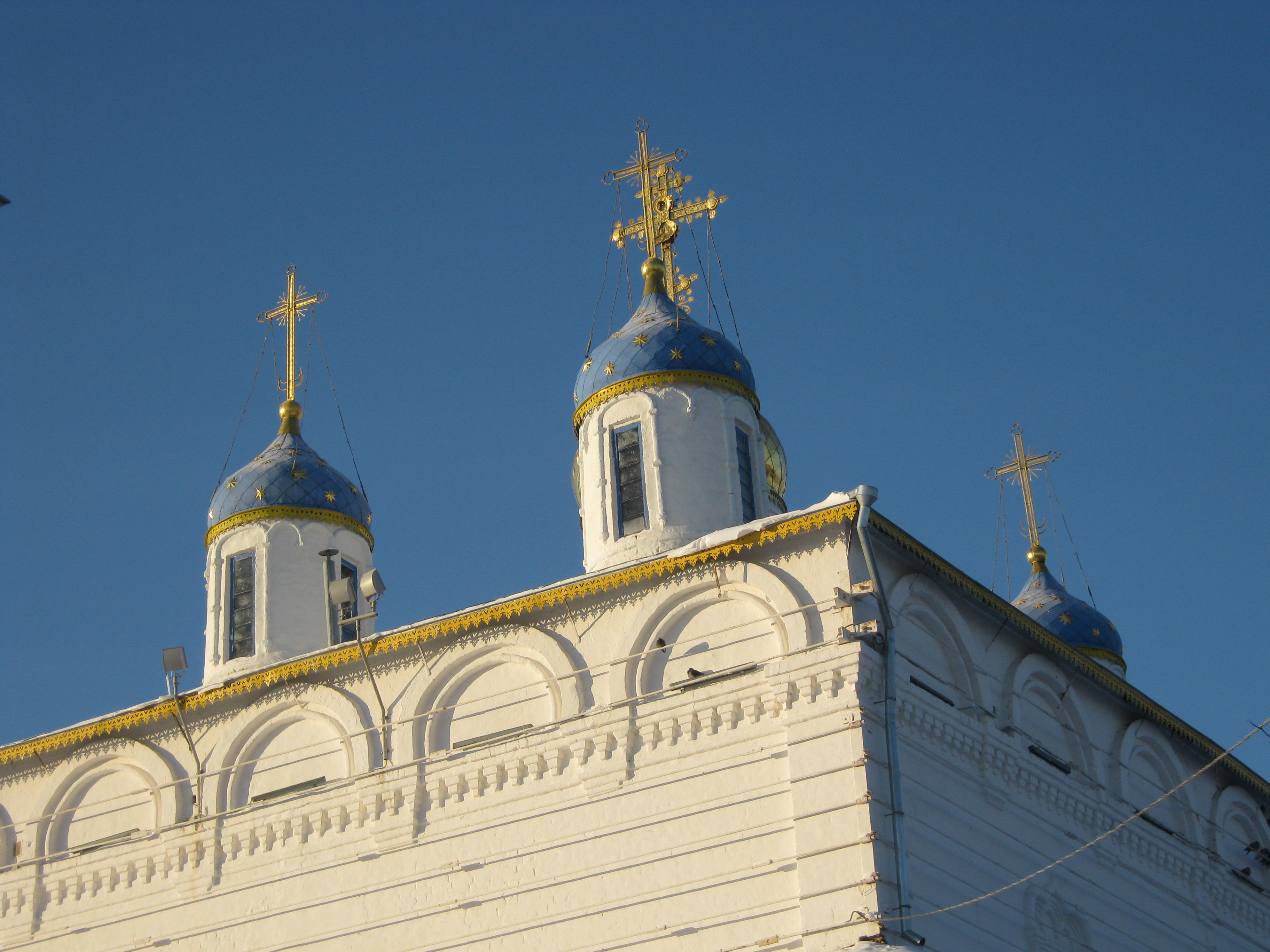
Купола Введенского собора